# 1548 Palomaa
1548 Palomaa (1935 FK) là một tiểu hành tinh vành đai chính được phát hiện ngày 26 tháng 3 năm 1935 bởi Y. Vaisala ở Turku.